# Wushu no World Combat Games de 2013
A disputa do Wushu no World Combat Games de 2013 se deu na Arena Sport Complex, da cidade de Spartak, nos dias 25 e 26 de Outubro de 2013.
A embaixadora da modalidade nesta edição do World Combat Games foi a russa Daria Tarasova, bi-campeã mundial.

## Quadro de Medalhas
Legenda:
| Ordem | País      | Medalha de ouro | Medalha de prata | Medalha de bronze | Total |
| ----- | --------- | --------------- | ---------------- | ----------------- | ----- |
| 1     | China     | 4               | 3                | 1                 | 8     |
| 2     | Rússia    | 4               | 2                | 0                 | 6     |
| 3     | Irão      | 3               | 1                | 2                 | 6     |
| 4     | Egito     | 1               | 0                | 2                 | 3     |
| 5     | Indonésia | 1               | 0                | 0                 | 1     |
| 6     | França    | 0               | 2                | 1                 | 3     |
| 7     | Hong Kong | 0               | 1                | 5                 | 6     |
| 8     | Malásia   | 0               | 1                | 1                 | 2     |
| 9     | Canadá    | 0               | 1                | 0                 | 1     |
| 9     | Roménia   | 0               | 1                | 0                 | 1     |
| 9     | Ucrânia   | 0               | 1                | 0                 | 1     |
| 12    | Venezuela | 0               | 0                | 3                 | 3     |
| 13    | Singapura | 0               | 0                | 1                 | 1     |
| 13    | Turquia   | 0               | 0                | 1                 | 1     |
| Total | Total     | 13              | 13               | 17                | 43    |

## Medalhistas

### Masculino
| Evento                                         | Ouro                                   | Prata                     | Bronze                                     |
| ---------------------------------------------- | -------------------------------------- | ------------------------- | ------------------------------------------ |
| Talu All-Round (Changquan, Daoshu, and Gunshu) | Lei Yu (CHN)                           | Semen Udelov (RUS)        | Man Chun Leung (HKG)                       |
| Talu All-Round (Taijiquan & Taijijian)         | Yingqi Huang (CHN)                     | Choon How Loh (MAS)       | Tze Yuan Lee (SIN)                         |
| Sanda -60 kg                                   | Rustam Kakraev (RUS)                   | Wei Cai (CHN)             | Sone Wai Li (HKG)                          |
| Sanda -60 kg                                   | Rustam Kakraev (RUS)                   | Wei Cai (CHN)             | Ali Yousefi (IRN)                          |
| Sanda -65 kg                                   | Jafar Shirzadeh Topraghlou (IRI)       | Dylan Sakho (FRA)         | Ting Kai Wong (HKG)                        |
| Sanda -65 kg                                   | Jafar Shirzadeh Topraghlou (IRI)       | Dylan Sakho (FRA)         | Ismail Inci (TUR)                          |
| Sanda -70 kg                                   | Ismail Aliev (RUS)                     | Traian Augustin Rus (ROU) | Praveen Robin Biswakarma (HKG)             |
| Sanda -70 kg                                   | Ismail Aliev (RUS)                     | Traian Augustin Rus (ROU) | Masoud Fazeli (IRI)                        |
| Sanda -75 kg                                   | Mojtaba Hosseinzadeh Soureshjani (IRI) | Gadzhi Nuritdinov (RUS)   | Jesus Rafael Licet (VEN)                   |
| Sanda -80 kg                                   | Muslim Salikhov (RUS)                  | Nacereddine Zemmal (CAN)  | Ashraf Mohamed Abdelgawad Abdelhamid (EGY) |
| Sanda -80 kg                                   | Muslim Salikhov (RUS)                  | Nacereddine Zemmal (CAN)  | Fodhil Sofien Saidani (FRA)                |
| Sanda -85 kg                                   | Hamid Reza Ladvar (IRI)                | Dmytro Batok (UKR)        | Aly Mohamed Ahmed Aly Ibrahim (EGY)        |
| Sanda -90 kg                                   | Mohamed Youssef (EGY)                  | Arman Baziari (IRI)       | Shuaiwu Jin (CHN)                          |
| Sanda -90 kg                                   | Mohamed Youssef (EGY)                  | Arman Baziari (IRI)       | Carlos Jose Salazar Romero (VEN)           |

### Feminino
| Evento                                            | Ouro                 | Prata                  | Bronze                                   |
| ------------------------------------------------- | -------------------- | ---------------------- | ---------------------------------------- |
| Talu All-Round (Changquan, Jianshu, and Qiangshu) | Daria Tarasova (RUS) | Xia Liu (CHN)          | Tianhui Zheng (HKG)                      |
| Talu All-Round (Taijiquan & Taijijian)            | Lindswell (INA)      | Jianfang Li (CHN)      | Lu Yi Chan (MAS)                         |
| Sanda -52 kg                                      | Peipei Zuo (CHN)     | Ho Yee Chao (HKG)      | Not awarded                              |
| Sanda -60 kg                                      | Xuetao Yuan (CHN)    | Valerie Domergue (FRA) | Francelys del Valle Rivero Leonice (VEN) |